# Дарбазинский водопровод
Дарбазинский водопровод (каз. Дарбаза су құбыры) — водопровод в Казахстане на территории Сарыагашского района Южно-Казахстанской области, в бассейне реки Сырдарьи — реки Келес. Построен в 1975 году. Протянулся от источников у подножий хребта Шаткал в Шардаринской степи до села Дарбаза на 174 км. Начальный расход воды 9300 м³/ч. Насосные станции расположены в ауле Абай. Используется для водоснабжения населённых пунктов и обводнения пастбищ.